# Battaglia di Boksum
La battaglia di Boksum fu uno scontro che si svolse il 17 gennaio 1586 presso Boksum (attuali Paesi Bassi) nel corso della guerra degli ottant'anni.

## Antefatto
Nel periodo compreso tra il 1580 ed il 1594, durante la guerra degli ottant'anni, la Frisia dovette regolarmente fare i conti con le incursioni spagnoli provenienti dalla città di Groninga dove gli spagnoli detenevano una solida base militare. La popolazione locale dovette subire saccheggi, incendi dolosi, omicidi e presa di ostaggi. Alla fine del 1585, lo stadtholder della Frisia era Guglielmo Ludovico di Nassau-Dillenburg e quando questi si portò in Zelanda per rendere omaggio al successore di Guglielmo d'Orange con altri magnati delle province ribelli alla Spagna, il comandante in capo dell'esercito spagnolo nei Paesi Bassi, Francisco Verdugo, di stanza a Groninga, colse l'occasione per prendere definitivamente il controllo della Frisia.

## Il raid
Tra il 13 ed il 17 gennaio del 1586, 3000 soldati spagnoli e 700 cavalieri entrarono nella Frisia attraversando le città di Joure, Heeg, Workum e Koudum. A causa di un brusco abbassamento delle temperature e delle prime gelate, i laghi che costituivano parte integrante del paesaggio della Frisia erano completamente ghiacciati e di conseguenza non costituivano più un elementi di difesa naturale per le città locali dal momento che potevano essere facilmente attraversati non solo dalla fanteria, ma anche dall'artiglieria. Dopo aver saccheggiato a fondo la zona (numerosi furono anche gli omicidi e gli stupri) l'esercito spagnolo si portò a Het Bildt ed a Dongeradeel. A Winsum donne e bambini fuggirono nella chiesa locale, ma i soldati spagnoli le diedero fuoco uccidendo chi si trovava all'interno. Tuttavia quando arrivò il disgelo, il comandante spagnolo Johann Baptista van Taxis decise di ritirarsi perché l'esercito rischiava di rimanere isolato in quella posizione.

## La battaglia
Guglielmo Ludovico, non appena seppe del raid avvenuto, si precipitò a ritornare in Frisia ma non fu in rado di compiere il proprio viaggio come previsto perché l'esercito spagnolo gli si frapponeva. Il saccheggio aveva tuttavia dato ai frisiani il tempo necessario per organizzare un esercito per fronteggiare gli spagnoli, guidato dal capitano danese Steen Maltesen, al servizio della Frisia dal 1580, ed integrato da volontari. Il 16 gennaio venne allestito un accampamento a Oosterlittens, ma il giorno successivo l'esercito partì alla volta di Boksum. Accerchiati dagli spagnoli, i frisiani vennero massacrati quindi dagli spagnoli. L'ufficiale spagnolo Oswald van den Bergh catturò una bandiera dell'esercito olandese durante la battaglia, ma venne poco dopo trafitto da un soldato alleato che l'aveva scambiato per un portabandiera nemico. La tradizione dice che i frisiani ebbero più di 1000 morti, ma è più probabile che le vittime siano state tra le 400 e le 500.

## Conseguenze
Dopo la vittoria delle truppe governative spagnole sui frisiani, i vincitori si affrettarono a fare ritorno rapidamente a Groninga, città per loro molto più sicura. Il bottino catturato agli olandesi e molte armi vennero lasciate sul campo in quanto il disgelo ormai imminente impediva il trasporto di un quantitativo eccessivo di merci su slitta. Gli spagnoli tornarono a Groninga con 300 prigionieri.
Nel marzo del 2016, a nord di Boskum sono state ritrovate delle ossa, resti di ceramiche ed un teschio con un foro di proiettile databile al XVI secolo: sembrano queste essere le ultime testimonianze dello scontro di Boksum. Non è chiaro se il luogo del ritrovamento sia stato il luogo effettivo della battaglia o una fossa comune dove i cadaveri vennero successivamente ammassati. Non è stato possibile stabilire l'identità degli uccisi, se essi fossero olandesi o spagnoli, in quanto saranno necessarie altre prove tra cui quella del DNA.